# Yosemite Sam
Yosemite Sam is een tekenfilmfiguur van de Looney Tunes en Merrie Melodies, geproduceerd door Warner Bros. Animation. Zijn naam verwijst naar Yosemite National Park.

## Personage
Yosemite Sam is een klein mannetje met een grote rode snor, meestal gekleed als een cowboy met een overdreven grote hoed op. Hij draagt tevens een zwart masker. Hij heeft een zeer kort lontje en een intense haat voor konijnen, in het bijzonder dan Bugs Bunny.
In afleveringen die zich niet in een Westernomgeving afspelen gebruikt Sam vaak aliassen zoals "Chilkoot Sam", "Riff Raff Sam", "Sam Schulz" en "Seagoin' Sam".

## Geschiedenis
Tekenaar Friz Freleng introduceerde het personage in 1945 in het filmpje Hare Trigger. Twee jaar eerder was al een soortgelijk cowboypersonage genaamd "Cottontail Smith" te zien in het Bugs Bunny-filmpje Super-Rabbit. Ook na Sams intrede in de filmpjes zijn er personages geweest die sterk op hem leken, zoals een Mexicaanse schurk in Pancho's Hideaway (1964).
Het personage was deels gebaseerd op Freleng zelf. Verder vertoont Sam overeenkomsten met het Red Skelton-personage Sheriff Deadeye, het Tom Varn-personage Bubba, en het Tex Avery-filmpje "Dangerous Dan McFoo". Freleng bedacht Yosemite Sam vooral om als sterkere tegenstander te dienen voor Bugs Bunny, wiens primaire tegenstander tot dusver Elmer Fudd was. Freleng vond dat Elmer te mild en te dom was om als goed slachtoffer te dienen voor Bugs. Sam was juist zeer agressief en liet zich niet zomaar beetnemen. Desondanks kwam hij er niet veel beter van af dan Elmer in zijn ontmoetingen met Bugs.
Gedurende 19 jaar had Frelengs eenheid binnen Warner Bros het alleenrecht op het personage Yosemite Sam. Hoewel Sam werd geïntroduceerd als cowboy, liet Freleng hem in veel verschillende tijdsperiodes en omgevingen opduiken. Enkele van deze alternatieve versies van Sam sloegen zelfs zo aan, dat hij in bepaalde landen meer bekend is in die incarnatie. Zo staat Sam in Frankrijk bekend als “Sam de piraat”.
Yosemite Sam heeft sinds zijn introductie ook in veel specials en films meegespeeld. Ook was hij een personage in de serie Tiny Toon Adventures.

## Stem
Net als bij veel Looney Tunes-karakters werd Sams stem aanvankelijk ingesproken door Mel Blanc. Andere acteurs die de stem van Sam hebben gedaan zijn Joe Alaskey, Jeff Bergman, Bill Farmer, Frank Gorshin, Jim Cummings en Jeff Glen Bennett.